# Lettre-testament d'Évariste Galois

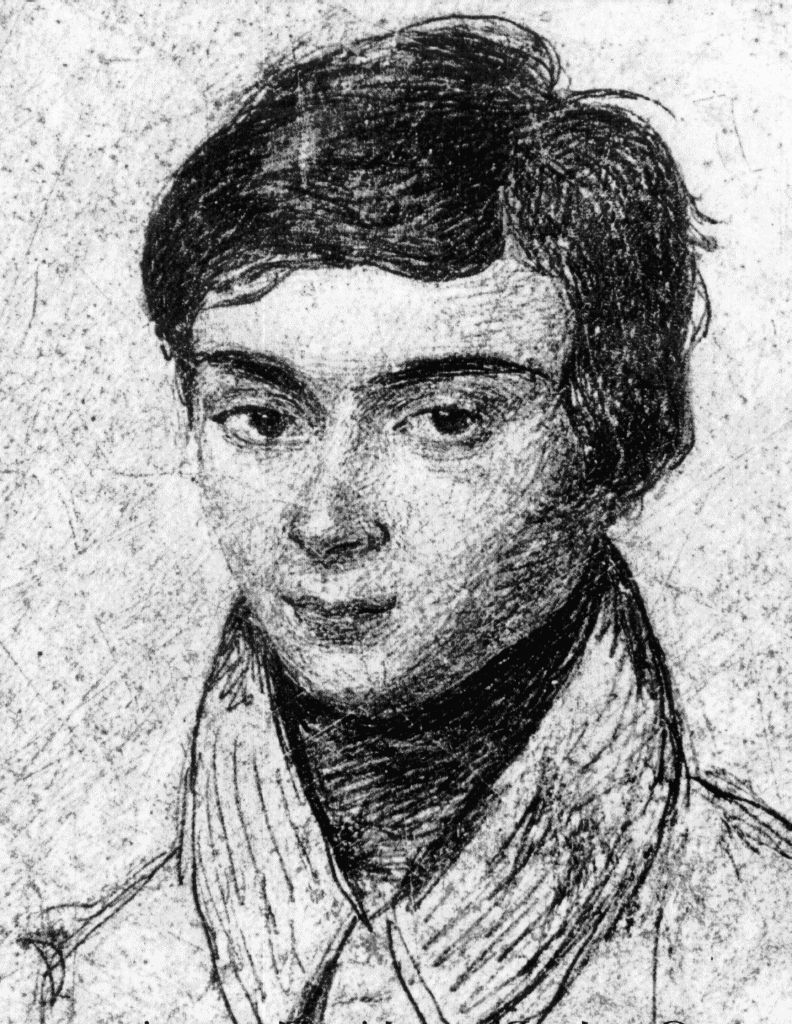
Évariste Galois à quinze ou seize ans.

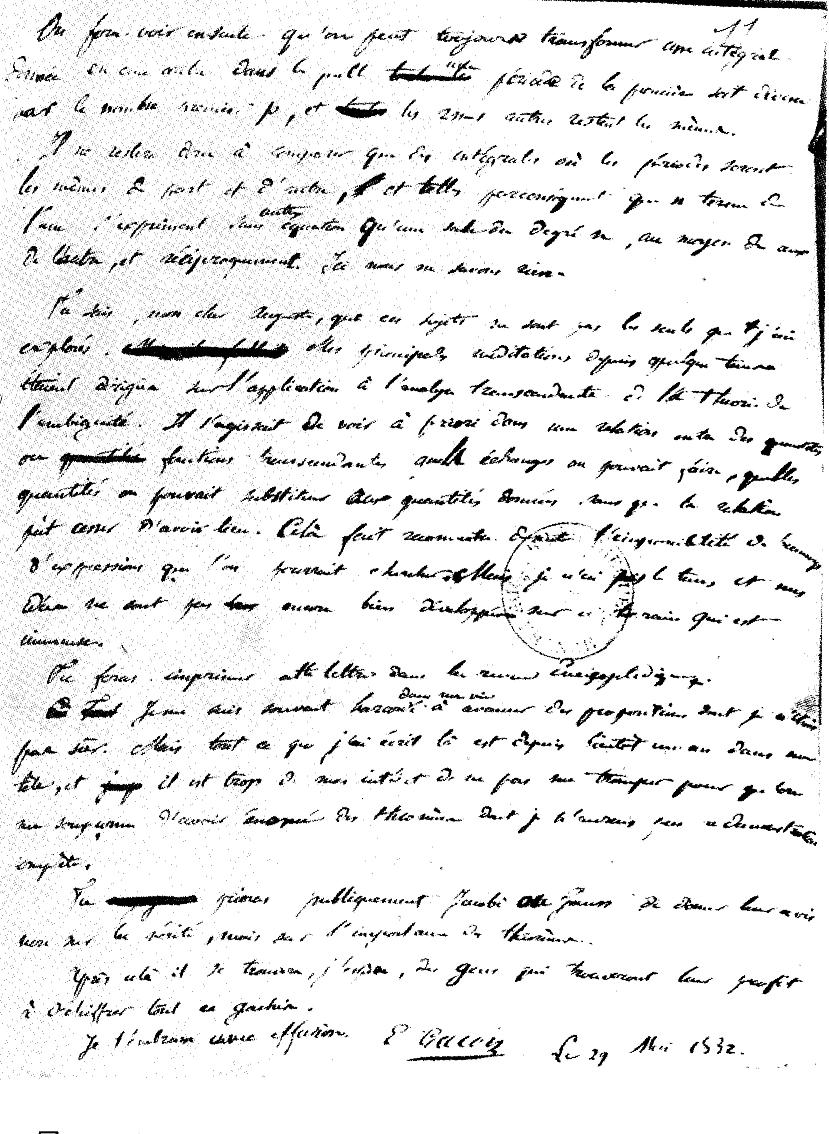
Dernier feuillet de la lettre-testament d’Évariste Galois.

La lettre testament (ou  lettre testamentaire) d’Évariste Galois est une lettre écrite par Évariste Galois à son ami Auguste Chevalier le 29 mai 1832, la veille du duel qui causa la mort du premier à l'âge de 20 ans. Cette lettre célèbre, où il résume ses recherches mathématiques, est considérée comme son testament scientifique. Elle est souvent appelée « lettre-testament ».
Galois demande instamment à Chevalier de prier publiquement Jacobi ou Gauss de donner leur avis, non sur la vérité, mais sur l'importance des théorèmes qu'il a trouvés et dont il dresse le bilan, et de faire imprimer la lettre dans la Revue encyclopédique. Cette lettre a effectivement été publiée en septembre 1832 dans la revue encyclopédique, puis rééditée par Joseph Liouville dans son Journal de mathématiques pures et appliquées 
en 1846, avec les autres travaux mathématiques de Galois. La publication de Liouville est reprise en volume en 1897. 
La lettre a été rééditée à partir du texte original, avec indications de variantes textuelles, par Robert Bourgne et Jean-Pierre Azra en 1962, et Peter Neumann en 2011.